# خاس
کولِخاس یا خاس (نام‌های دیگر کولخس، هس) یا راج (رهاج) سرده‌ای از گیاهان دارای حدود ۲۷۰ تا ۶۰۰ گونه گیاه گلدار است. ↵جنس خاس (Ilex) در تیره خاسیان (Aquifoliaceae) در راستهٔ خاس‌سانان (aquifoliales) قرار دارد. خاس‌سانان به شکل درخت یا درختچه هستند و گل‌های منظم و میوهٔ سِته دارند.
خاس کریسمس می‌تواند جزء گونه‌هایی باشد که در درختان جنگلی زادآوری گونه اصلی را مختل کند که در این صورت می‌بایست عمل آزاد کردن و نجات گونه اصلی را در امر جنگلداری به اجرا گذاشت.
خاس سرده‌ای درختی کوچک یا درختچه‌ای معمولاً همیشه‌سبز و به‌ندرت خزان‌دار است که گونه‌های آن در مناطق گرمسیری جنوب آمریکا و مناطق گرمسیری و نیمه‌گرمسیری آسیا پراکنده‌اند؛ گل‌های این گیاهان معمولاً چهارپر و به‌ندرت پنج تا نُه‌پر است؛ میوه آن‌ها شفت کروی یا کروی کشیده به رنگ قرمز یا سیاه و به‌ندرت زرد است.

## نگارخانه

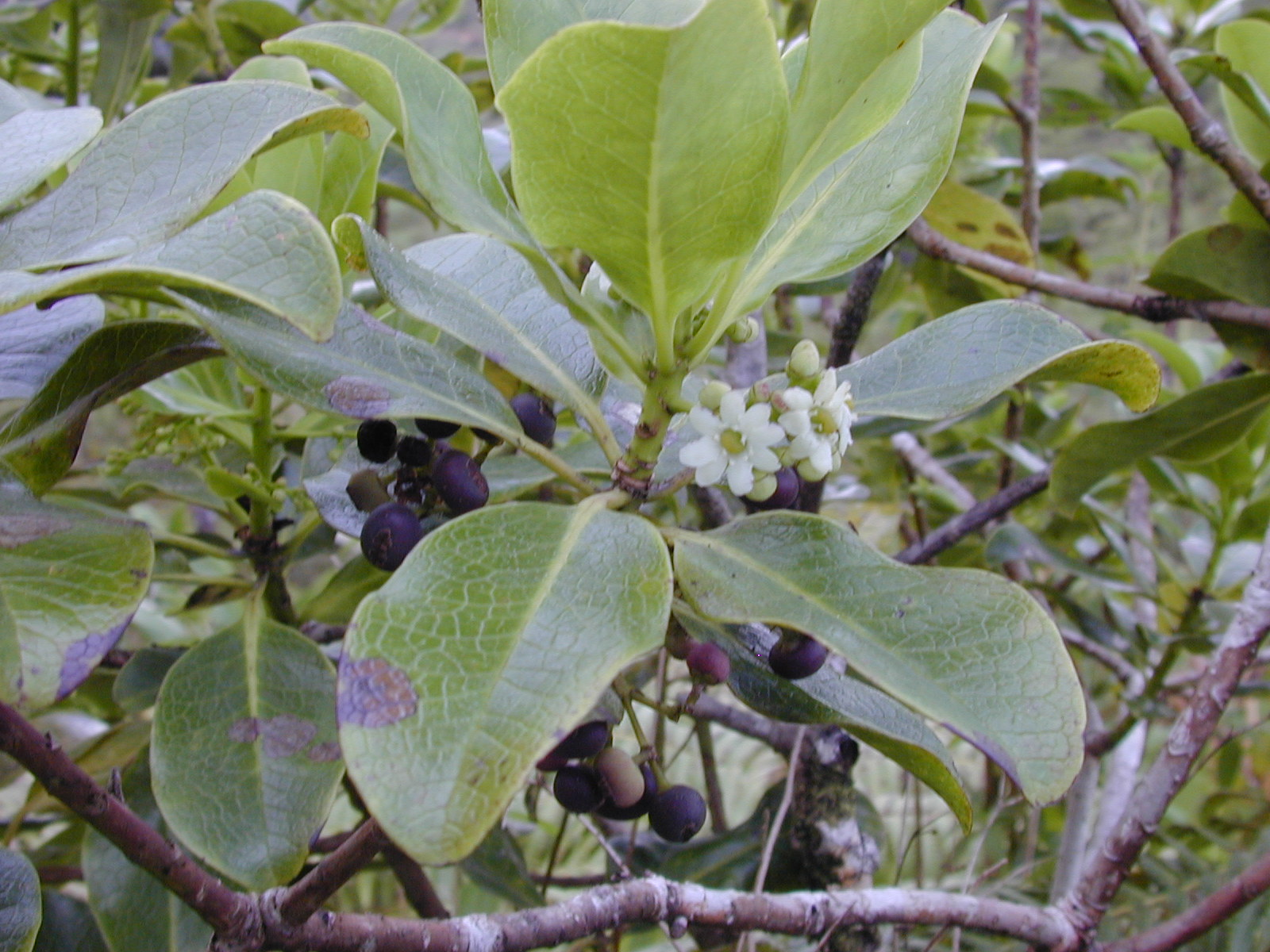
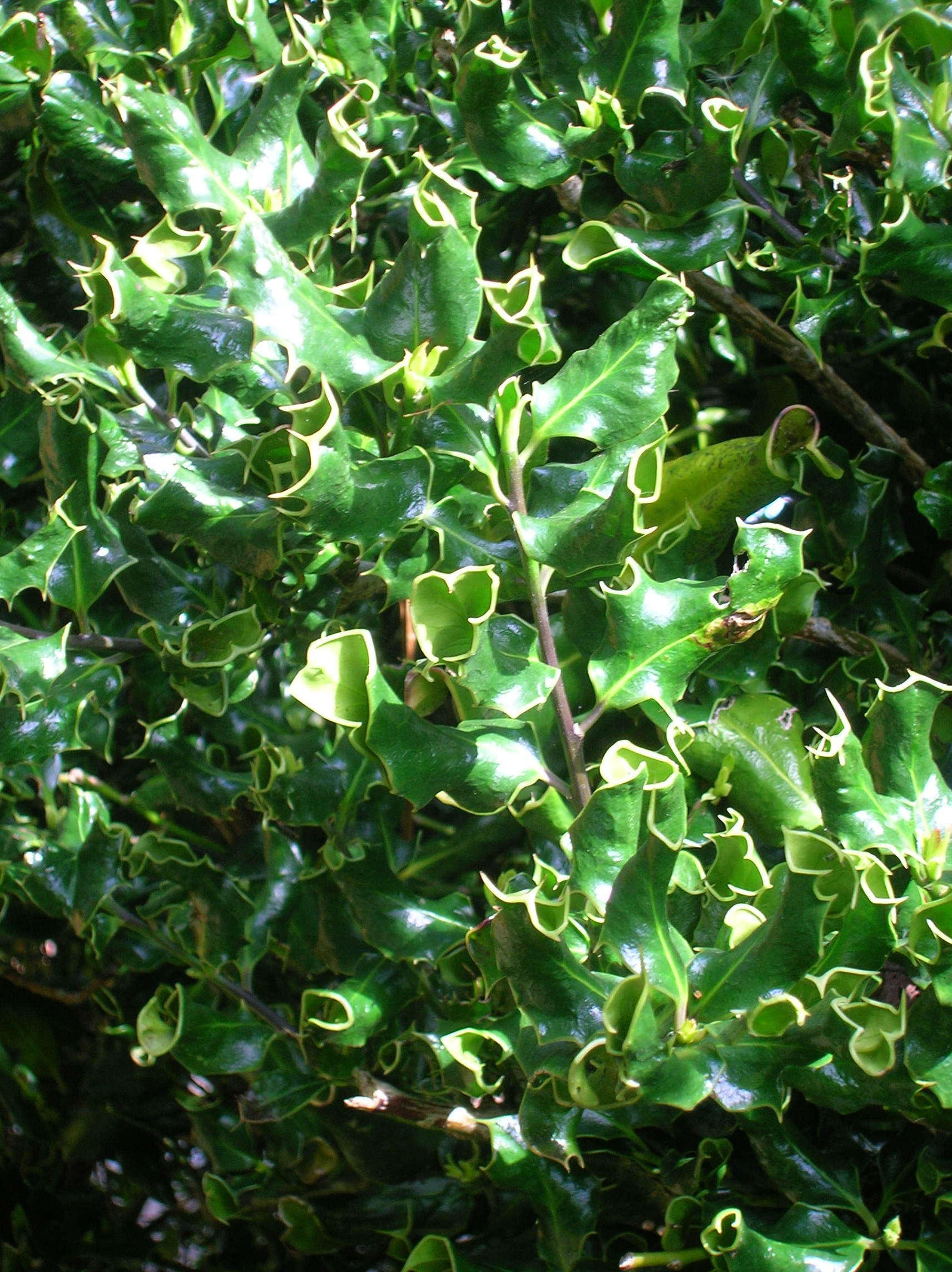
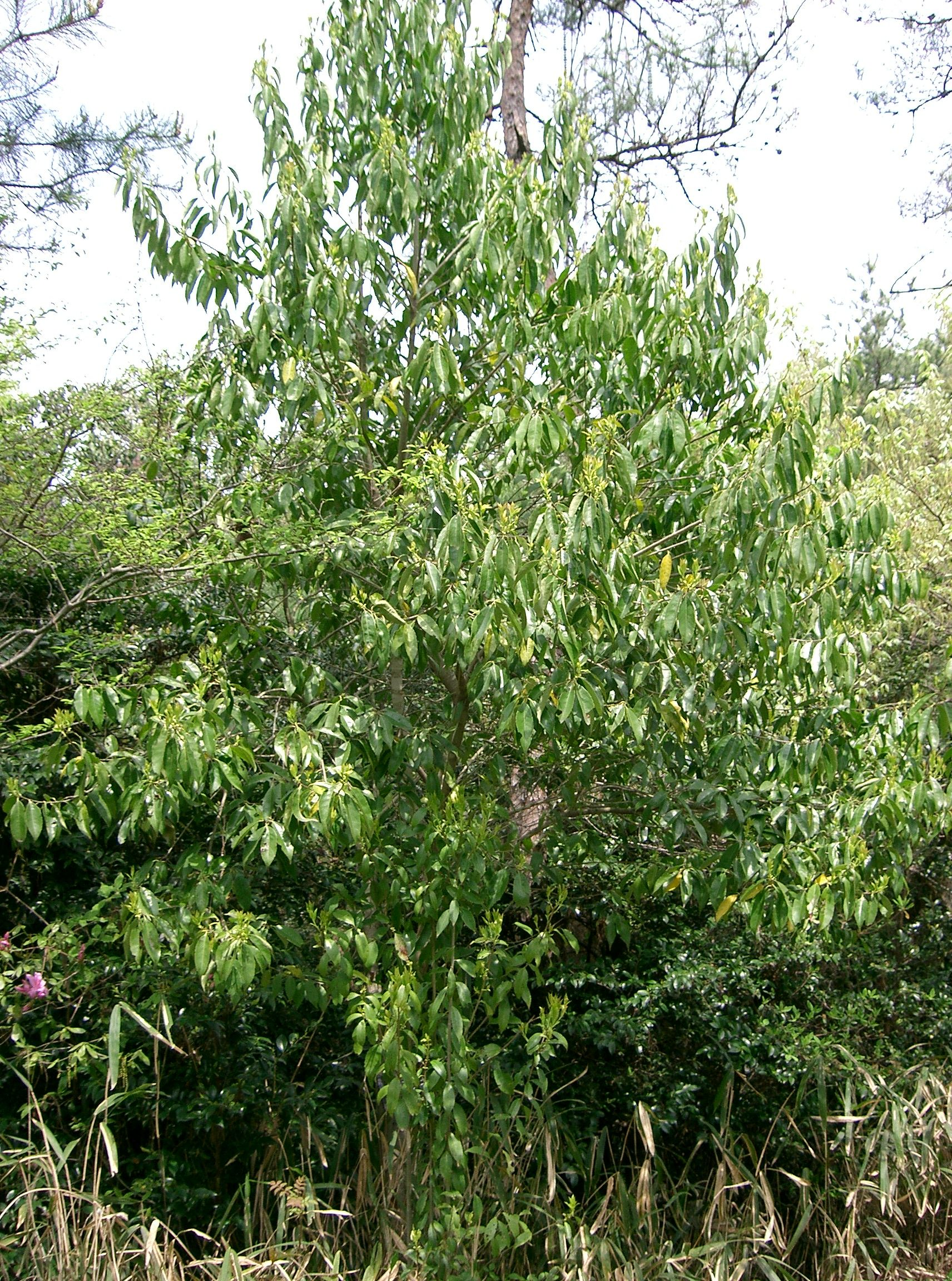
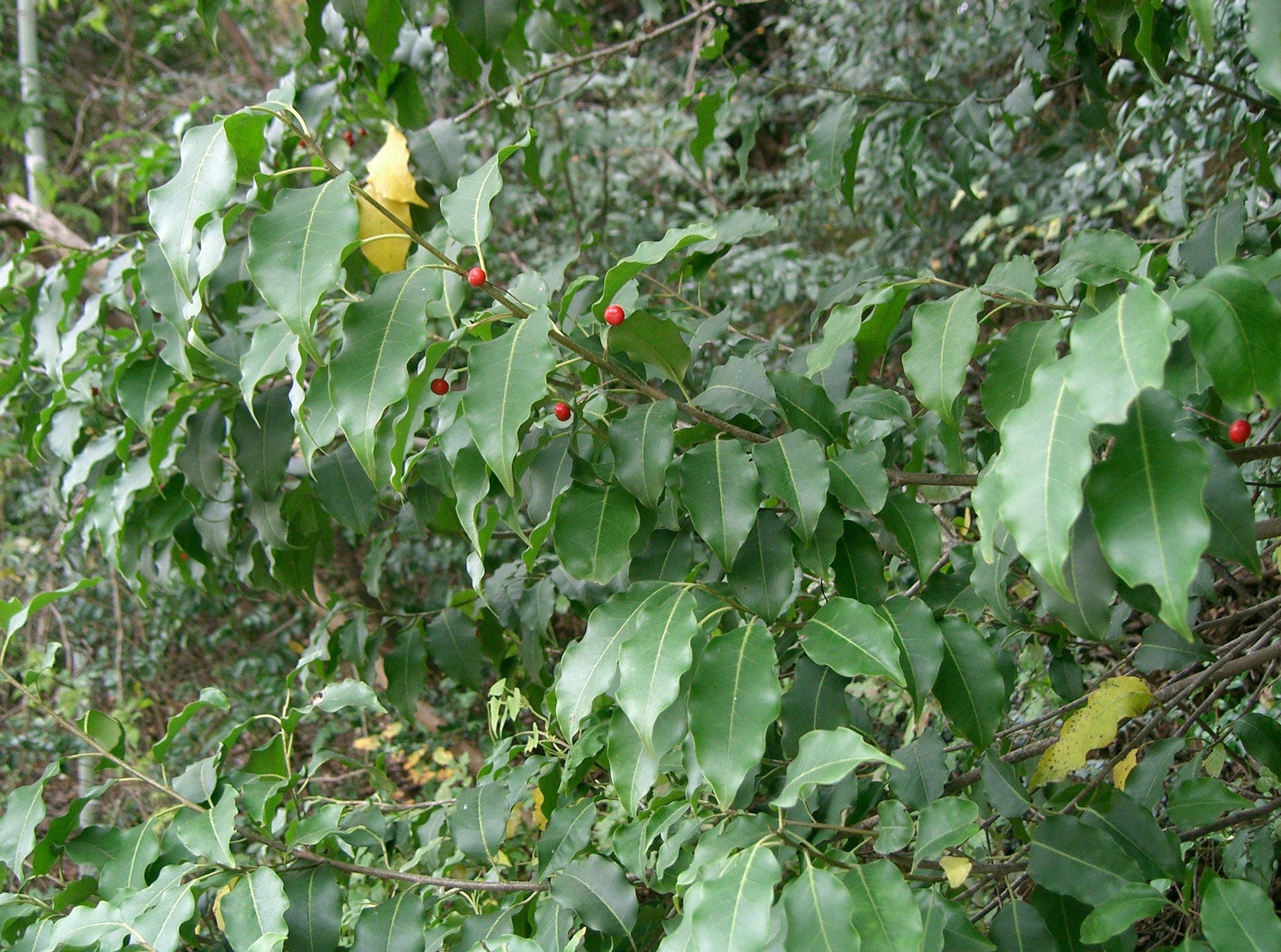
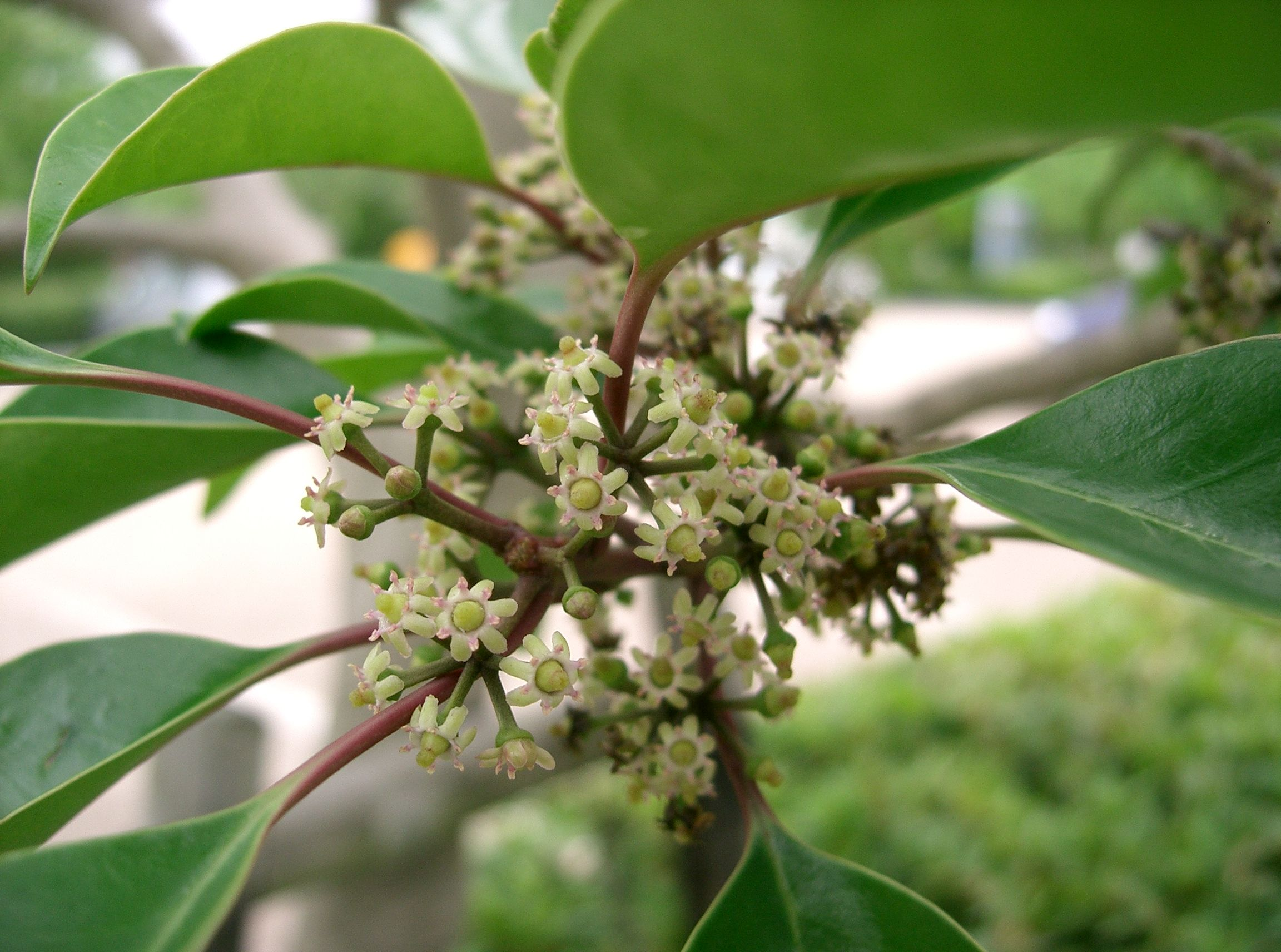
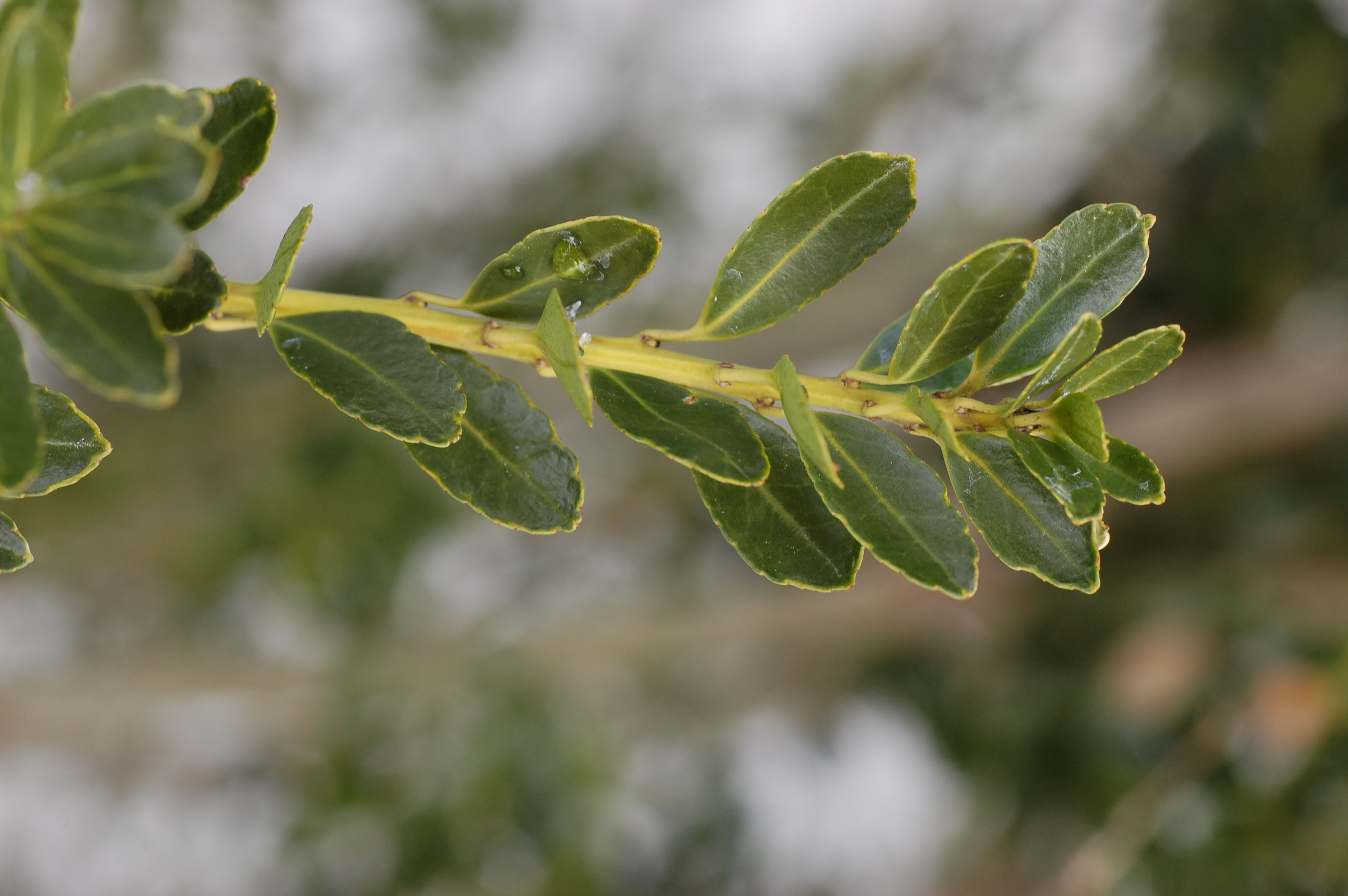
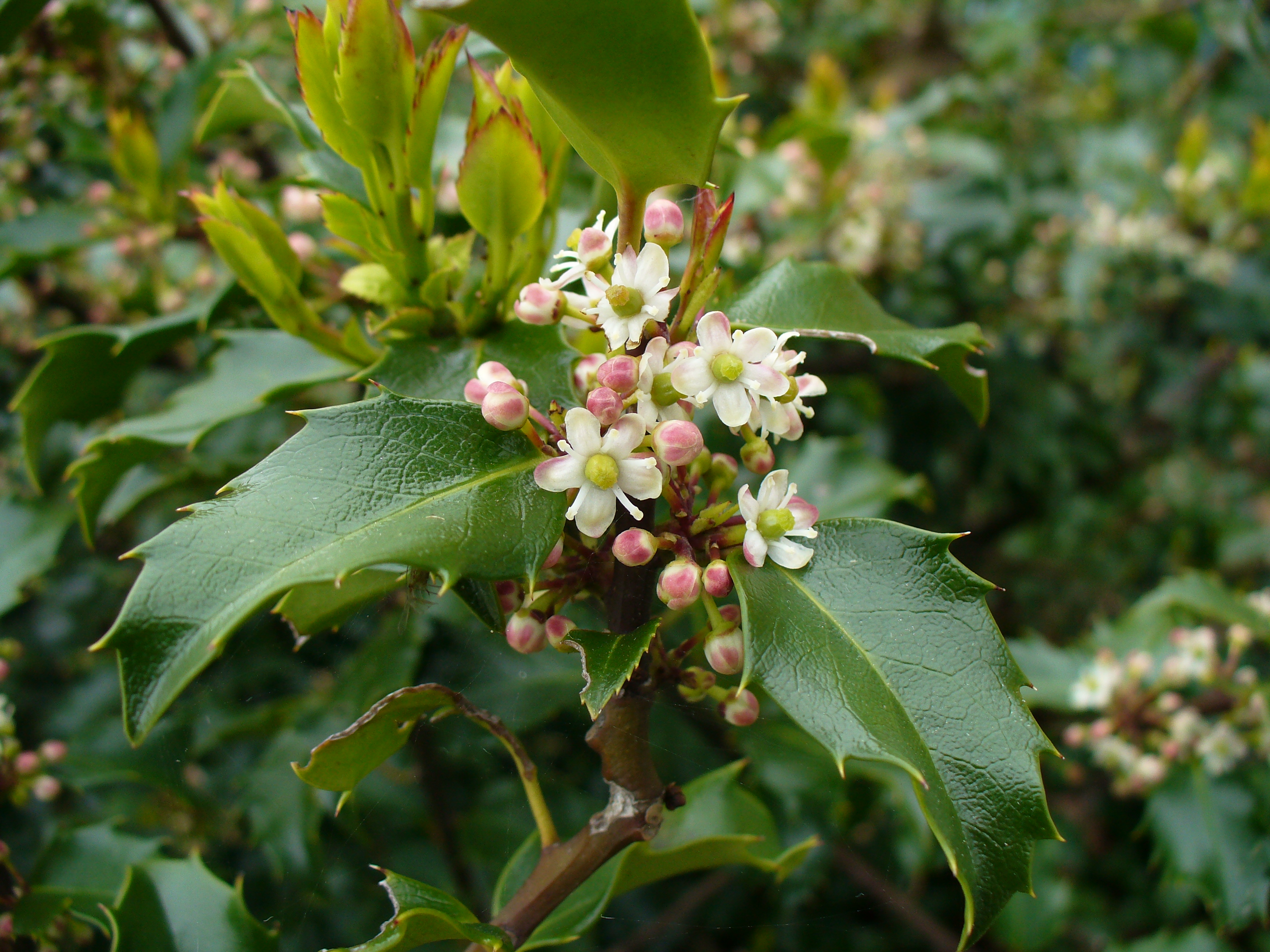
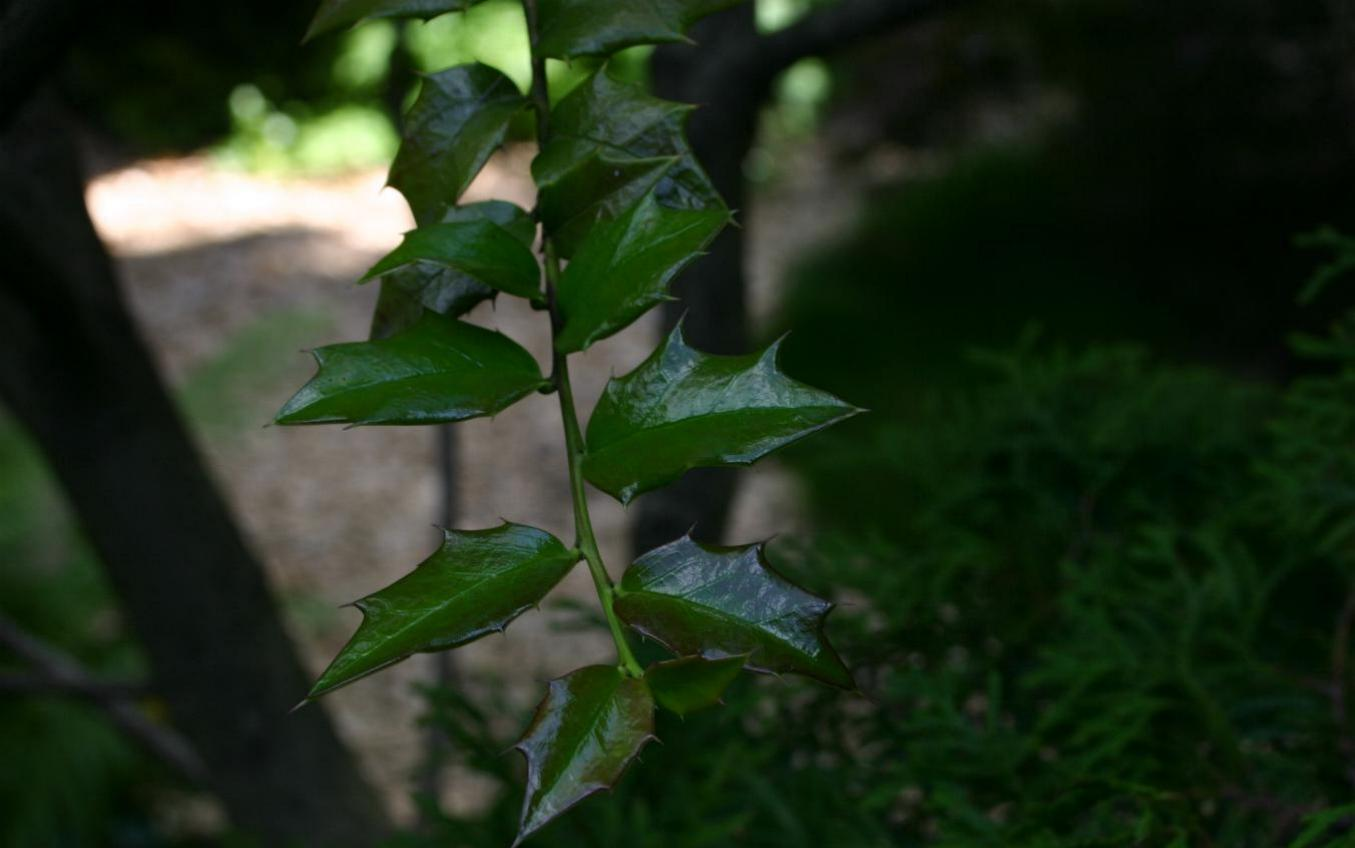